# Ворота святого Панкратія
Брама святого Панкратія, Потра Сан-Панкраціо (лат. Porta San Pancrazio) — міська брама Авреліанового муру в Римі.

## Історія

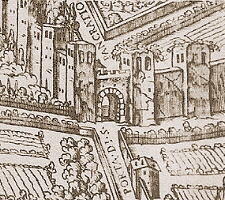
Стара Porta Aurelia, 1625

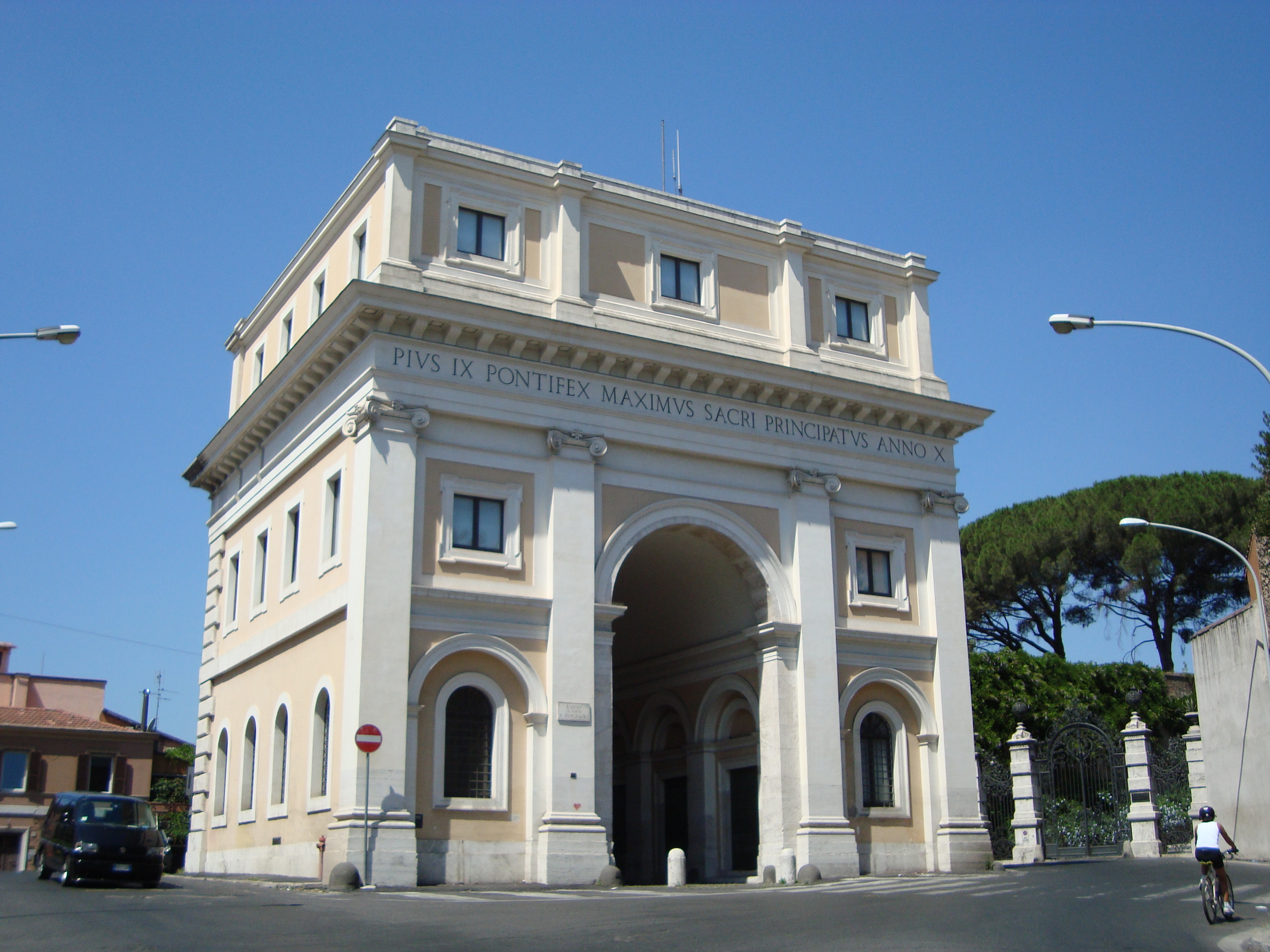
Сучасна Брама святого Панкратія

Спочатку на цьому місці колись була розташованана антична брама Аврелія (лат. Porta Aurelia) Авреліанової стіни на Янікулі, через яку проходила Аврелієва дорога. Брама була однією з трьох, розташованих на західному березі Тибра брам античного Риму, та була частиною Авреліанової стіни. Побудована у 273–275 роках.
У VI столітті брама також називалася Pancratiana (за назвою розташованої поруч церкви св. Панкратія) і Transtiberina.
Сучасні ворота перебудовані у 1854 році Вірджініо Веспіньяні за вказівкою папи Пія IX. Вона була зведена на місці іншої старої брами, побудованої раніше при папі Урбані VIII у 1644 році та пізніше сильно пошкоджених при битвах у 1849 році.

## Надпис на брамі
PORTAM PRAESIDIO URBIS IN IANICULO VERTICE
AB URBANO VIII PONT. MAX. EXTRUCTAM COMMUNITAM
BELLI IMPETU AN. CHRIST. MDCCCLIV DISIECTAM
PIUS IX PONT. MAXIMUS
TABERNA PRAESIDIARIS EXCEPIENDIS
DIAETA VECTIGALIBUS EXIGENDIS
RESTITUIT
ANNO DOMINI MDCCCLIV PONTIFICATUS VIII
ANGELI GALLI EQ TORQUATO PRAEFECTO AERARII CURATORI